# Drop Dead Magazine

Drop Dead Magazine est un magazine publié depuis 2005 par NY Decay Productions et destiné à promouvoir les groupes invités au Drop Dead Festival. Il est à présent un magazine autonome d'une centaine de pages qui promeut les styles art punk, synthpunk, noise rock, musique expérimentale, et underground indie.